# Joseph Borgel
Joseph Borgel, né en 1791 et décédé en 1857 à Tunis, est un rabbin tunisien.

## Biographie
Borgel est le fils du grand-rabbin Élie Borgel. Il compte parmi les rabbins tunisiens les plus importants du XIXe siècle. Sa place est particulièrement significative parmi les neuf rabbins-juges (dayyanim) de Tunis, comme le souligne le voyageur J. J. Benjamin, ou Benjamin II de son nom de plume. Ce dernier le décrit comme un grand savant se dédiant à l'étude nuit et jour et s'accordant peu d'heures de sommeil.
Borgel finance une yechiva sur ses propres deniers et compte de nombreux élèves. Il est l'auteur de deux ouvrages importants : Zar'a de-Yosef (1849) et Ṿa-yiḳen Yosef (1852). Son frère Nathan Borgel, savant et philanthrope, édite le premier ouvrage en lui ajoutant une préface. Son neveu Élie (mort en 1898), caïd, prédicateur (maggid) et grand-rabbin de Tunis, publie le second ouvrage. Ceux-ci paraissent à Livourne en Toscane, chez Mosheh Yeshuʻah Ṭobyano. À l'époque, Livourne est l'un des principaux centres de l'édition juive dans l'espace méditerranéen.

## Publications
- 1849 : Zar'a de-Yosef (hébreu : זרעא דיוסף) sur des Tossafot[5] (OCLC 46710070) ;
- 1852 : Ṿa-yiḳen Yosef (hébreu : ויקן יוסף) sur des conseils juridiques[6] (OCLC 122990151).